# Spiro (Oklahoma)
Spiro es un pueblo ubicado en el condado de Le Flore en el estado estadounidense de Oklahoma. En el año 2010 tenía una población de 	2164 habitantes y una densidad poblacional de 379,65 personas por km².

## Geografía
Spiro se encuentra ubicado en las coordenadas 35°14′29″N 94°37′15″O / 35.24139, -94.62083 (35.241464, -94.620717).

## Demografía
Según la Oficina del Censo en 2000 los ingresos medios por hogar en la localidad eran de $18,241 y los ingresos medios por familia eran $25,556. Los hombres tenían unos ingresos medios de $23,716 frente a los $16,694 para las mujeres. La renta per cápita para la localidad era de $11,195. Alrededor del 29.3% de la población estaban por debajo del umbral de pobreza.